# Mesa Vista
Mesa Vista è un census-designated place degli Stati Uniti d'America situato nella contea di Alpine, in California.